# Valentina Tirozzi
Valentina Tirozzi (Avellino, 26 marzo 1986) è una pallavolista italiana, schiacciatrice del Talmassons.

## Carriera

### Club
La carriera di Valentina Tirozzi comincia nel 2000 quando entra a far parte della squadra del Centro Ester di Napoli, in Serie B2: rimane per tre annate nel club partenopeo disputando anche un campionato di Serie C. Nella stagione 2003-04 passa al Vicenza, partecipando al campionato di Serie B2; nell'annata successiva viene promossa in prima squadra, facendo l'esordio nel massimo campionato italiano.
A metà stagione 2005-06 viene ceduta al Villanterio, in Serie A2, mentre nell'annata seguente passa al Castellana Grotte, sempre in serie cadetta. Nella stagione 2007-08 torna alla società vicentina, inizialmente nella squadra che disputa la Serie B1, poi a metà annata in quella di Serie A1: resta legata alle venete per altre due stagioni.
Nella stagione 2009-10 viene ingaggiata dal Giannino Pieralisi di Jesi; al termine del campionato, con il club che cede il proprio titolo sportivo, passa al River di Piacenza, col quale però ottiene il penultimo posto, retrocedendo in Serie A2.
Nella stagione 2011-12 passa al Robur Tiboni Urbino, mentre in quella successiva veste la maglia della Robursport Pesaro.
Per il campionato 2013-14 viene acquistata dall'Imoco di Conegliano, mentre nell'annata seguente si trasferisce al Casalmaggiore, club con cui resta per tre stagioni e si aggiudica il suo primo trofeo, ossia lo scudetto, venendo premiata anche come MVP della serie finale, e successivamente la Supercoppa italiana 2015 e la Champions League 2015-16.
Nella stagione 2017-18 difende i colori del San Casciano, mentre nella stagione successiva è nuovamente al club di Conegliano, sempre in Serie A1, con cui si aggiudica la Supercoppa italiana 2018 e lo scudetto 2018-19.
Dopo una stagione di inattività per maternità, per l'annata 2020-21 torna in campo nel campionato cadetto accettando la proposta del Talmassons.

### Nazionale
Nel 2013 ottiene le prime convocazioni in nazionale.

## Palmarès

### Club
- Campionato italiano: 2

2014-15, 2018-19
- Supercoppa italiana: 2

2015, 2018
- CEV Champions League: 1

2015-16

### Premi individuali
- 2015 - Serie A1: MVP